# Lommis
Lommis – miejscowość i gmina (Politische Gemeinde) w północno-wschodniej Szwajcarii, w kantonie Turgowia, w okręgu (Bezirk) Münchwilen.   

## Demografia
W Lommis mieszka 1 259 osób. W 2021 roku 13,1% populacji gminy stanowiły osoby urodzone poza Szwajcarią. 

## Transport
Przez teren gminy przebiega droga główna nr 466.
Znajduje się tutaj również lotnisko Lommis (ICAO LSZT).